# Laurent Wauquiez
Pour les articles homonymes, voir Wauquiez.
Laurent Wauquiez (prononcé /lo.ʁɑ̃ vo.kje/), né le 12 avril 1975 à Lyon, est un homme politique français.
Normalien, agrégé d'histoire, puis énarque, il entre à l'Assemblée nationale en 2004 en remplacement de Jacques Barrot, puis est nommé en 2007 secrétaire d'État auprès du Premier ministre et porte-parole du gouvernement. L’année suivante, il devient secrétaire d'État chargé de l'Emploi, avant d’accéder en 2010 à la fonction de ministre chargé des Affaires européennes puis à celle de ministre de l'Enseignement supérieur et de la Recherche en 2011.
Maire du Puy-en-Velay de 2008 à 2016 et à nouveau député de 2012 à 2017, il devient secrétaire général de l'UMP en 2014 puis vice-président de LR, parti qui a succédé à l’UMP. Lors du congrès des Républicains de 2017, il en est élu président, puis démissionne après le faible score de la liste soutenue par LR aux européennes de 2019.
Elu président du conseil régional d'Auvergne-Rhône-Alpes en 2016, il est réélu en 2021. En 2024, il est élu de la première circonscription de Haute-Loire lors des législatives anticipées et dans la foulée président du groupe DR à l'Assemblée nationale, amenant sa démission de la présidence du conseil régional d'Auvergne-Rhône-Alpes et sa nomination en tant que « conseiller spécial ».

## Situation personnelle

### Origines et études
Laurent Wauquiez est issu d'une famille d'industriels installée à Mouvaux (Nord), créateurs d'une tannerie en 1895, l'Entreprise Wauquiez, reconvertie en chantier naval en 1965 à la suite du déclin de l'industrie textile. Par sa mère, il est apparenté à une autre famille d'industriels textiles du Nord, les Motte. Il descend aussi d'Auguste Lepoutre (1825-1903), industriel et homme politique conservateur.
Il est le fils de Philippe Wauquiez (né en 1938), ancien directeur d'Indosuez Scandinavie et gérant d'une société de conseil en investissement,, et d'Éliane Wauquiez-Motte (née en 1938), maire du Chambon-sur-Lignon de 2008 à 2020.
Laurent Wauquiez vit jusqu'à l'âge de trois ans entre Lyon et Devesset, une commune d'Ardèche, où ses parents ont acheté une vieille ferme en 1973. Il fait ses études secondaires au collège Victor-Duruy (7e arrondissement de Paris) et au lycée Louis-le-Grand. Il poursuit ensuite ses études en classes préparatoires au lycée Henri-IV (5e arrondissement de Paris). En 1994, il est admis à l'École normale supérieure, où il s'est classé 14e au concours d'entrée (voie A/L). Il y poursuit des études d'histoire (université Panthéon-Sorbonne), soutient un mémoire de maîtrise sur Le flambeau des Mille et une nuits et l'Orient des Lumières, 1704-1798, avant d'être reçu premier, en 1997, à l'agrégation d'histoire,.
Diplômé en 1998 de l'Institut d'études politiques de Paris (section service public) et titulaire d'un DEA de droit public obtenu l'année suivante, il choisit finalement l'École nationale d'administration (ENA), dont il sort major de la promotion Mandela en 2001.
Durant ses études, il affiche une sensibilité sociale-démocrate.
À dix-huit ans, il ajoute, à titre d'usage, le patronyme de sa mère au sien et est connu sous le nom de Wauquiez-Motte, qu'il abandonnera en entrant en politique.

### Vie privée et familiale
Laurent Wauquiez se marie en 2001, au Chambon-sur-Lignon (Haute-Loire), avec Charlotte Deregnaucourt, administratrice au Sénat,. Ils ont deux enfants : Baptiste (né en 2003) et Louise (née en 2006),,.
Laurent Wauquiez est le cousin issu de germain de l'humoriste Thomas VDB, sa grand-mère était la sœur du grand-père de Thomas VDB.

### Carrière professionnelle
Repéré par Jacques Barrot, ministre des Affaires sociales de 1995 à 1997, il effectue un stage en juin 1997 durant lequel il se voit confier l'organisation du jeu télévisé Intervilles à Yssingeaux. Jacques Barrot le prend ensuite comme suppléant lors des élections législatives de 2002.
Au début des années 2000, il séjourne plusieurs mois en Égypte et travaille à l’ambassade de France au Caire. Il affirme avoir parallèlement donné des cours de français au sein de l'association de sœur Emmanuelle. Le journal Le Monde émet des doutes quant à la véracité de cet épisode,. Selon l’association ASMAE, sœur Emmanuelle n'aurait pas fait partie de ses proches et ne l'aurait rencontré qu'à la fin de sa vie. Aussi l'association reproche-t-elle à l'homme politique d'utiliser sœur Emmanuelle pour son image,,. De son côté, sœur Sarah, qui a pris la suite de sœur Emmanuelle auprès des chiffonniers du Caire à Mokattam en Égypte, confirme dans un entretien avoir connu Laurent Wauquiez jeune homme en Égypte et que sœur Emmanuelle avait à plusieurs reprises parlé à « M. Laurent » et lui avait demandé de faire des choses.
En mars 2001, à sa sortie de l'ENA, il effectue une mission en Corse, puis intègre le Conseil d'État : il est nommé auditeur en 2001, puis rapporteur près la commission spéciale de cassation des pensions la même année. En tant qu'auditeur au Conseil d'État, il est en 2003 l'un des trois rapporteurs des travaux de la commission de réflexion sur l'application du principe de laïcité dans la République, dirigée par Bernard Stasi. Maître des requêtes en 2004, il se met en détachement du Conseil d'État, afin de mener sa carrière politique, puis en disponibilité.

## Parcours politique

### Débuts comme député
En juillet 2004, Jacques Barrot est nommé commissaire européen et démissionne de son mandat, déclenchant une élection partielle. Son suppléant Laurent Wauquiez est élu député UMP de la 1re circonscription de la Haute-Loire, non loin de la résidence secondaire de sa mère, où son mentor Jacques Barrot avait été élu huit fois depuis 1967, dont quatre au 1er tour, son père Noël Barrot étant député de ce département depuis 1945.
C’est le benjamin de l'Assemblée nationale française, à 29 ans. Le ministre de l'Éducation nationale de l'époque, François Fillon, lui confie la rédaction d'un rapport visant à proposer une réforme du système d'attribution des bourses d'études scolaires « afin de relancer l'ascenseur social ». Il propose la création de nouvelles aides financières et la généralisation des bourses[réf. nécessaire].
En 2005, il soutient le traité établissant une constitution pour l'Europe soumis à référendum en France.
À l'automne 2005, il rejoint Nicolas Sarkozy et se voit nommé secrétaire national auprès du secrétaire général délégué de l'UMP, Brice Hortefeux, dont il est un proche, notamment en raison de leur implantation politique commune en région Auvergne. À la rentrée 2006, il publie Un Huron à l'Assemblée nationale, dans lequel il raconte son parcours de jeune député et dénonce les « absurdités » de la vie politique française,.
Il est membre de la promotion 2006 des « Young Leaders » de la French-American Foundation,.

### Responsabilités ministérielles

#### Porte-parole du gouvernement
Le 19 juin 2007, peu après sa réélection en Haute-Loire, il est nommé secrétaire d'État auprès du Premier ministre François Fillon et porte-parole du gouvernement dans le second gouvernement Fillon en remplacement de Christine Albanel.
Aux municipales de 2008, il est élu maire du Puy-en-Velay, dirigée par la gauche depuis 2001,.

#### Secrétaire d'État chargé de l'Emploi

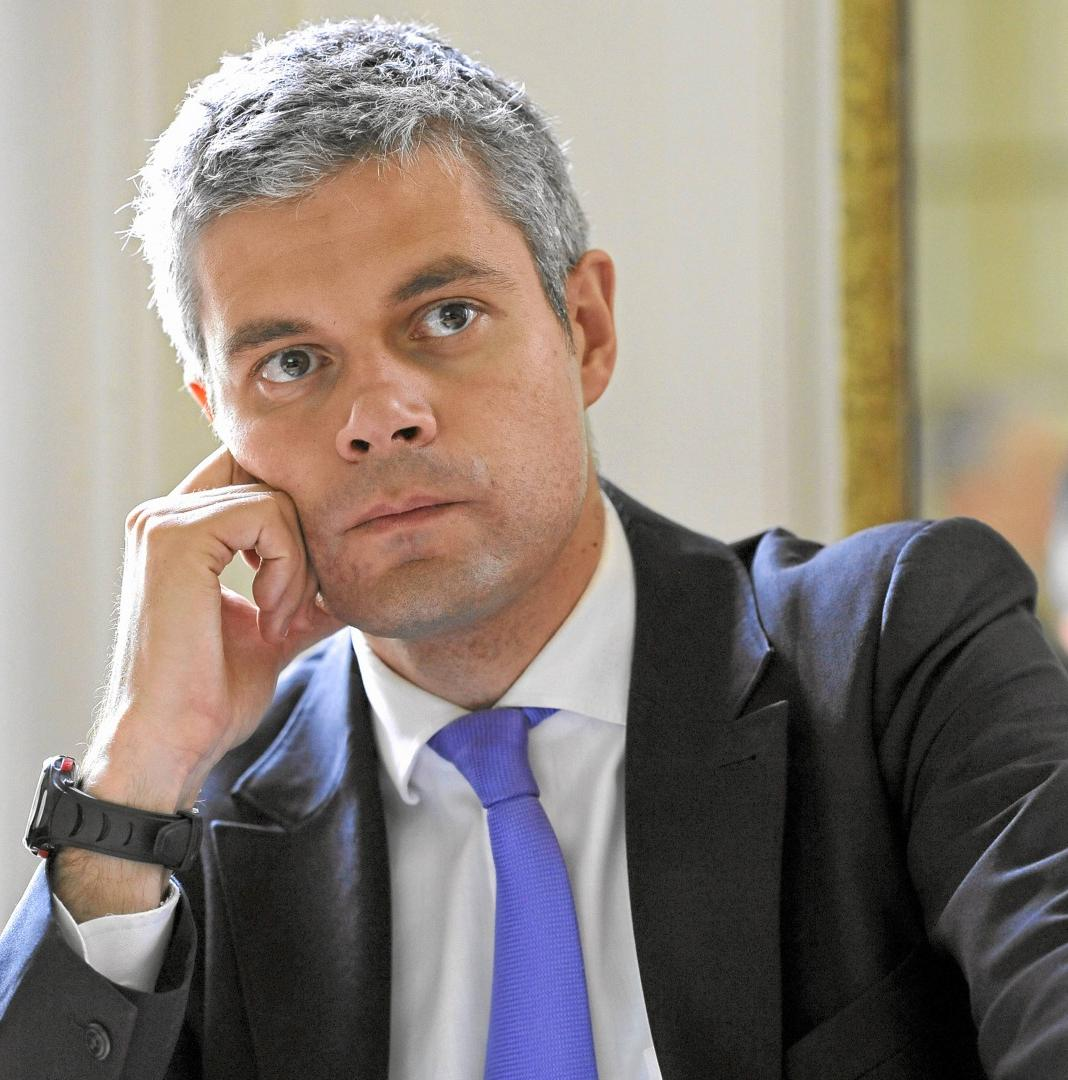
Laurent Wauquiez en 2010.

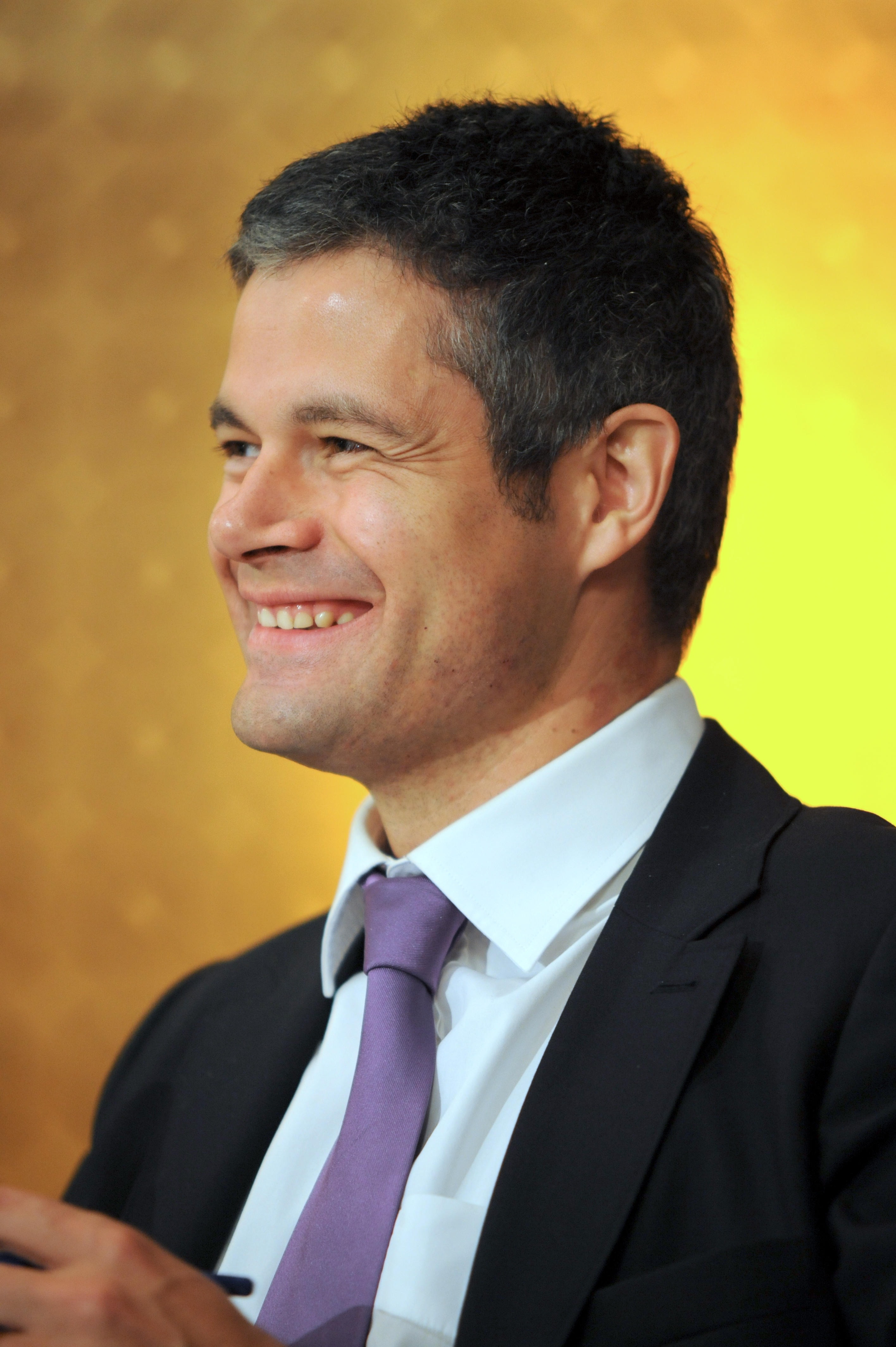
Laurent Wauquiez, Secrétaire d'État chargé de l'Emploi, le 26 mai 2009 au Sénat.

Le 18 mars 2008, à la faveur d'un remaniement qui fait suite aux municipales, il est nommé secrétaire d'État chargé de l'Emploi auprès de Christine Lagarde, ministre de l'Économie, de l'Industrie et de l'Emploi. Ses premiers chantiers sont alors la réforme de l'assurance chômage, le nouveau service public de l'emploi, le plan pour l'emploi des seniors et la réforme de la formation professionnelle. Ces chantiers consistent à mettre en œuvre les engagements de la campagne de Nicolas Sarkozy en 2007 :
- la création d’un service public de l'emploi : Pôle emploi est créé en janvier 2009, issu de la fusion de l’ANPE et de l’ASSEDIC ;
- l’agrément en 2008 d’une nouvelle convention d’assurance chômage, qui permet à 100 000 personnes supplémentaires de bénéficier d’une indemnisation[37] ;
- la réforme de la formation professionnelle : la loi du 24 novembre 2009[38] permet d’orienter les moyens de la formation vers ceux qui en ont le plus besoin, en faisant de l'alternance « le pilier de la politique de formation en France »[39] (avec l’objectif annoncé d’« un jeune sur cinq » formé en alternance d’ici 2015) ;
- l’offre raisonnable d’emploi, qui veille à un juste équilibre des droits et devoirs des demandeurs d’emploi[40] : un projet de loi adopté en août 2008 par l’Assemblée nationale[41].

En 2008, il crée son propre parti politique, Nouvel oxygène, pour lequel il a sollicité des fonds auprès d'investisseurs français à Londres.
Conseiller politique de l'UMP depuis mars 2009, il est chargé, avec Nathalie Kosciusko-Morizet, de la préparation du projet UMP pour 2012. À la fin de l'année 2010, il est remplacé par Bruno Le Maire, après l'arrivée de Jean-François Copé à la tête du parti.
En 2010, Laurent Wauquiez lance « La Droite sociale », un club de réflexion qui rassemble une cinquantaine de parlementaires et qui a pour double ambition de faire entendre la sensibilité sociale au sein de la droite et de remettre les classes moyennes au centre des politiques publiques. Trois pistes seront évoquées au lancement de ce club de réflexion : la mise à disposition de bourses pour ces classes dans l'enseignement supérieur, l’amélioration de l'accès au foncier et la remise en question des niches fiscales.

#### Ministre chargé des Affaires européennes
Le 14 novembre 2010, il devient ministre auprès de la ministre d'État, ministre des Affaires étrangères et européennes, Michèle Alliot-Marie, chargé des Affaires européennes, dans le cadre de la formation du gouvernement Fillon III, ainsi que le nouveau benjamin du gouvernement.
Le 8 mai 2011, sur BFM TV, il dénonce les « dérives de l'assistanat » qu'il considère être « le cancer de la société française ». Il annonce que le collectif parlementaire « La Droite sociale » a l'intention de déposer trois propositions de loi pour l'instauration de cinq heures de « service social » par semaine pour les allocataires du revenu de solidarité active (RSA), le plafonnement du cumul des minima sociaux à 75 % du montant du SMIC et d'une durée minimum de cinq ans pour que les étrangers puissent prétendre à ce revenu. Ces propositions, qui divisent la majorité présidentielle et lui valent un recadrage de la part de François Fillon et de Nicolas Sarkozy, qui lui reprochent d'être intervenu hors de son domaine ministériel, sont finalement reprises en partie par l'UMP lors d'une convention sur la justice sociale. Au cours de la campagne pour l'élection présidentielle de 2012, en particulier après le score important réalisé par l'extrême droite lors du premier tour de cette élection, ces thèmes, inspirés notamment par le conseiller Patrick Buisson, sont repris par Nicolas Sarkozy.

#### Ministre de l'Enseignement supérieur et de la Recherche
À la suite de la désignation de la ministre de l'Économie, Christine Lagarde, à la direction générale du Fonds monétaire international (FMI) le 28 juin 2011, et du remaniement ministériel qui s'ensuit, il est nommé ministre de l'Enseignement supérieur et de la Recherche. Il succède à Valérie Pécresse.
C'est depuis l'été 2011, alors qu'il était ministre de l'Enseignement supérieur et la Recherche, que Laurent Wauquiez effectue sa rentrée politique annuelle en gravissant le mont Mézenc, entre la Haute-Loire et l'Ardèche.
Il a plaidé pour un « protectionnisme moderne » au niveau européen, consistant par exemple à n'ouvrir les marchés publics européens que sous condition de réciprocité, et à appliquer des mesures antidumping contre les pays ne remplissant pas des critères suffisants en matière sociale et environnementale. Ces positions ont rencontré l'hostilité du secrétaire général de l'UMP Jean-François Copé,[source insuffisante].
En vue de l'échéance électorale de 2012, il formule des propositions, par exemple de « réserver une partie des logements sociaux à ceux qui travaillent » ou « l'interdiction des stock-options, sauf pour les PME et les start-up, et l'interdiction des hausses de rémunérations des patrons qui suppriment des emplois »
Il défend également l'instauration d'un jour de carence lors d'un arrêt maladie dans le secteur public et d'un quatrième jour dans le secteur privé.

### Retour à la députation et ascension à l'UMP
Il est réélu député lors du deuxième tour des élections législatives de 2012 avec 63,95 % des voix face au candidat socialiste dissident. À la suite du congrès de l’UMP de novembre 2012, il est nommé vice-président de l’UMP. Son mouvement, « La Droite sociale », recueille 21,69 % des voix des adhérents UMP.

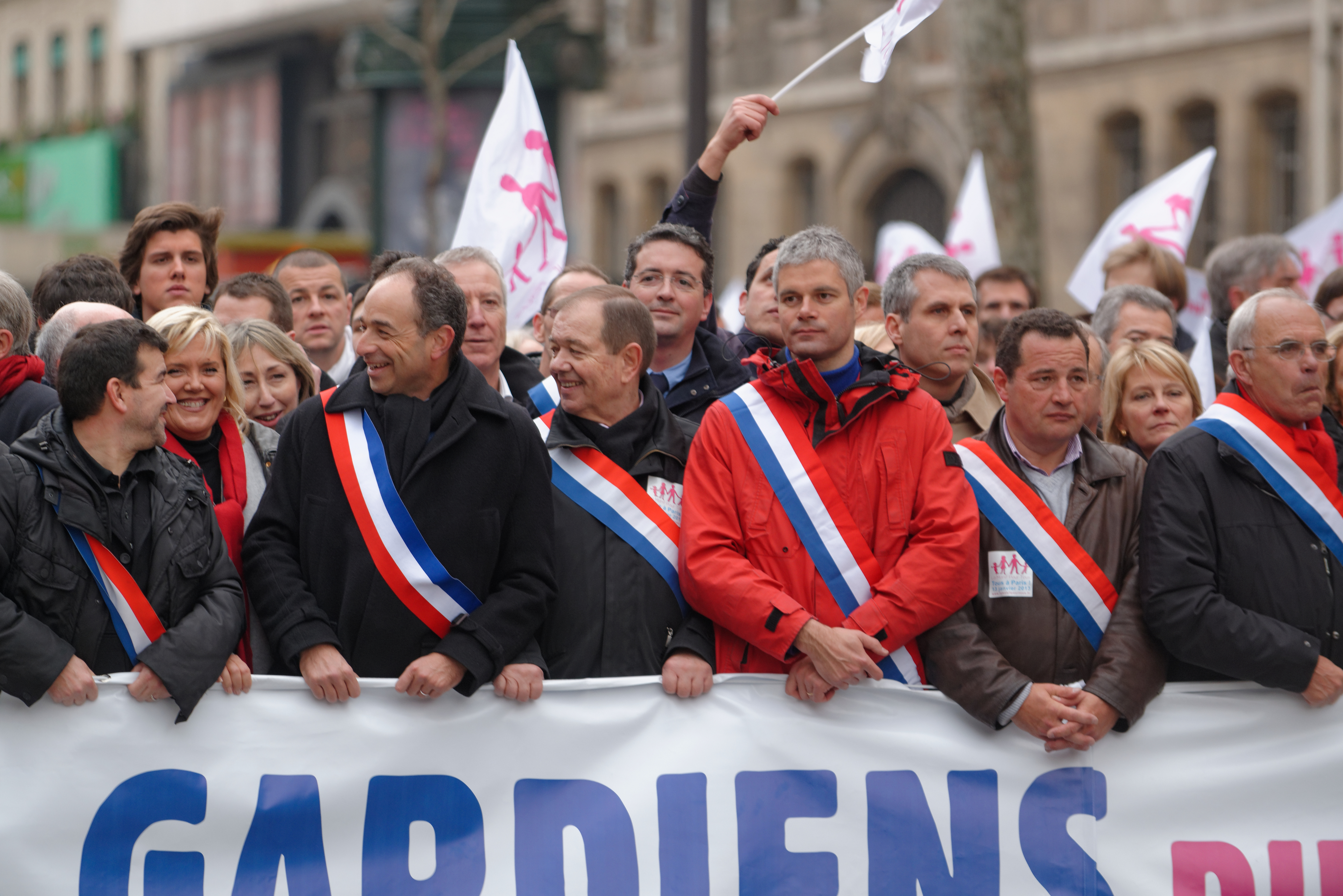
Laurent Wauquiez (en rouge) en tête du cortège de La Manif pour tous le 21 avril 2013.

En 2013, il s'oppose au projet de loi ouvrant le mariage aux couples homosexuels,,, déclarant après le vote de la loi « qu’il ne procèderait pas à un mariage homosexuel »[réf. souhaitée] et qu’il « faut revenir totalement sur la loi instaurant le mariage pour tous ». La même année, Laurent Wauquiez critique le bilan du quinquennat.
Dans son ouvrage Europe : il faut tout changer sorti en 2014 peu avant les élections européennes, il prône la sortie de Schengen et une Europe resserrée à six membres, proposition condamnée par le président de l’UMP Jean-François Copé,.
En mars 2014, il est réélu maire du Puy-en-Velay au premier tour de scrutin.
En septembre 2014, Laurent Wauquiez confirme son ralliement à la candidature de Nicolas Sarkozy à la tête de l’UMP, et dans sa probable candidature à la primaire de 2016. Après l'élection de Nicolas Sarkozy à la présidence de l'UMP à la fin de la même année, il devient secrétaire général de l'UMP et no 3 du parti. Il apparaît alors en profond désaccord avec Nathalie Kosciusko-Morizet, la no 2 du parti.
En 2015, il déclare avoir changé d'avis sur le référendum français sur le traité établissant une Constitution pour l'Europe et aurait ainsi voté contre. La même année, Le Monde qualifie Laurent Wauquiez de « bad boy » de la droite et relève que l'UDI envisageait de présenter une liste avec le MoDem contre la sienne.
Le 2 juin 2015, il est nommé secrétaire général du nouveau mouvement Les Républicains. Le 15 décembre, il remplace Nathalie Kosciusko-Morizet comme vice-président des Républicains.

### Premier mandat de président du conseil régional

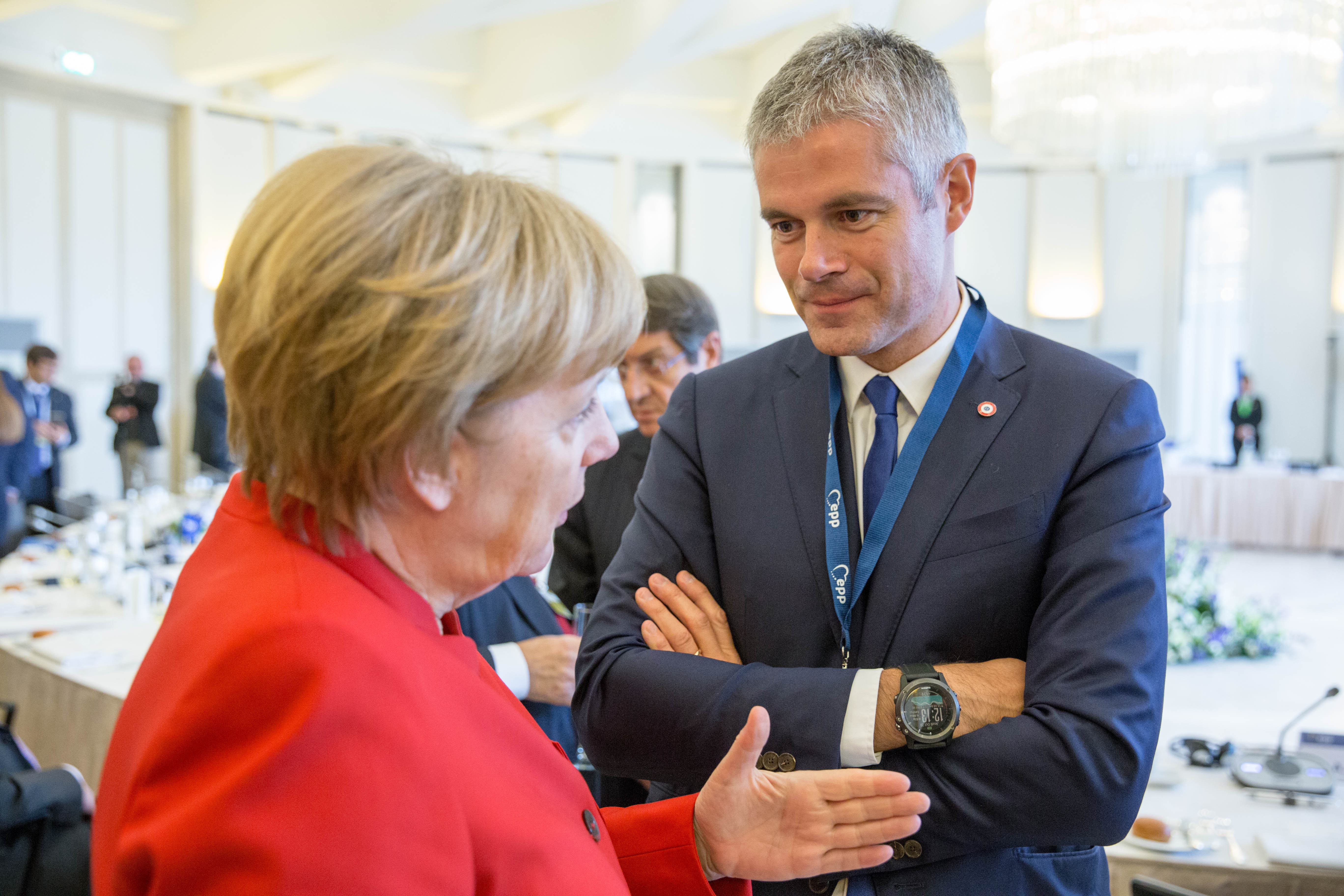
Laurent Wauquiez avec la chancelière allemande, Angela Merkel, en octobre 2016.

Le 5 février 2015, Laurent Wauquiez est choisi comme candidat de l'UMP pour les élections régionales de 2015 en Auvergne-Rhône-Alpes, écartant au passage l'ancien commissaire européen Michel Barnier. La liste qu'il conduit l'emporte au second tour en triangulaire avec 40,62 % des voix, contre la liste de gauche menée par Jean-Jack Queyranne et celle du Front national de Christophe Boudot. Il devient peu de temps après vice-président des Républicains et numéro deux du parti, succédant à Nathalie Kosciusko-Morizet.
En janvier 2016, il est élu président du conseil régional d'Auvergne-Rhône-Alpes.
À l'issue du conseil municipal du 29 janvier 2016, il cède sa place de maire du Puy-en-Velay à son adjoint aux finances, Michel Chapuis.
Laurent Wauquiez lance un audit devant permettre de « clarifier » et de « juger en toute transparence » le train de vie des élus précédents (conformément à ses accusations de campagne). Selon lui, « il faut revenir à quelque chose qui soit intègre et honnête » et « nettoyer les écuries » après une « gestion criminelle »,. Il annonce un plan d'économies de 300 millions d'euros sur le budget de fonctionnement pour le mandat (notamment en réduisant le nombre de vice-présidents, de membres de cabinet et de téléphones), en même temps qu'un plan d'investissement de quatre milliards d'euros. En septembre suivant, il met en vente 28 véhicules de la région pour « donner l'exemple et faire des économies », avec à terme la baisse d'un tiers du parc automobile, et dénonce les élus précédents, « de[s] roitelets locaux qui dépensaient beaucoup l’argent des autres »,. Après avoir annoncé son refus de « subventionner les Indiens d’Amazonie et la démocratie participative en Afrique », il fait diminuer les subventions versées aux ONG de 11 millions par an à 5,4 millions d'euros. En septembre 2016, il fait baisser de 30 % le budget de l'environnement de la région et la retire de deux projets de parcs naturels régionaux. La même année, il provoque un tollé lorsqu'il annonce baisser les subventions accordées au Mémorial des enfants d’Izieu qui s'élevaient à 240 000 euros.
Il donne à ses nouvelles fonctions régionales une médiatisation nationale et « se pose en concurrent de l'État » : il déclare ainsi qu'« en Auvergne Rhône-Alpes, on ne se laissera pas imposer un plan [contre le chômage] venu de Paris, ce n'est pas une région lambda, c'est la plus dynamique de France ». Il attribue trois millions d'euros sur trois ans aux fédérations de chasseurs avec obligation pour celles-ci de lui transmettre leurs fichiers adhérents. Dans un contexte terroriste, lors d'une visite à Moirans (Isère) le 21 janvier, il annonce vouloir équiper les 322 lycées d'Auvergne-Rhône-Alpes de portiques de sécurité (pour un coût estimé entre 20 et 32 millions d'euros). Les effectifs de la police ferroviaire sont doublés.
En février 2016, il critique une réunion des représentants des régions à Matignon sur la formation des chômeurs, où il est représenté par le premier vice-président de la région, Étienne Blanc, la qualifiant de « mascarade » et cautionnant l'« assistanat ». Il annonce également qu'il refuserait « des sommes [deux milliards d'euros] destinées à cautionner un plan qui ne consiste qu'à mentir à des demandeurs d'emploi »,
Lorsque le gouvernement annonce sa volonté de répartir les migrants de Calais en France, Laurent Wauquiez s'élève contre leur accueil et met à disposition des maires de sa région les moyens qu'il a pour les aider à s'opposer.
En 2017, Laurent Wauquiez intervient[Comment ?] pour sauver le musée des Tissus de Lyon face à la volonté de la mairie de Lyon et de la chambre de commerce et d'industrie de Lyon de disperser la collection et de fermer le lieu : la propriété de l'institution est transférée à la région. Un nouveau montage incluant des participations de la CCI, du Ministère de la culture et du mécénat[Quoi ?], et qui connaîtra diverses évolutions, permet la survie de l'institution et la pérennité de ses collections.
Selon Bruno Le Maire, « Laurent Wauquiez règne par la terreur ». Des élus d'opposition déplorent conjointement une gestion « autocrate », un « monarque napoléonien », mais également du « clientélisme » avec des subventions à sa commune et au syndicat UNI,. Il est également accusé de gérer la région par courriels depuis Paris. Le 22 mai 2018, le tribunal administratif de Lyon annule le budget 2016 de la région pour défaut d'information des élus à la suite d'un recours pour excès de pouvoir du groupe Rassemblement citoyen, solidaire et écologiste (RCES), l'exécutif n'ayant pas apporté de réponses suffisantes à une liste de 33 questions déposée deux jours avant l'assemblée des 14 et 15 avril 2016.
Anticipant l'entrée en application de la loi sur le non-cumul des mandats, il renonce à son siège de député et ne se présente pas aux élections législatives de 2017.

### Président des Républicains

#### Présidence par intérim
Laurent Wauquiez soutient Nicolas Sarkozy pour le premier tour de la primaire de la droite et du centre de 2016. Il devient président des Républicains par intérim le 23 août 2016, à la suite de la déclaration de candidature de Nicolas Sarkozy à la primaire. Lors du second tour de la primaire, il soutient François Fillon. Après l'élimination de celui-ci au premier tour de l'élection présidentielle de 2017, il indique ne pas voter pour Marine Le Pen au second tour, sans plus de précision.

#### Victoire au congrès de 2017

Carte représentant le pourcentage du vote pour Laurent Wauquiez par département lors de l'élection du président des Républicains.

Le 31 août 2017, il annonce sa candidature à la présidence des Républicains et apparaît immédiatement comme le grand favori du scrutin interne organisé en décembre 2017.
Sa ligne politique semble alors plus à droite que celle des autres candidats. Il appelle ouvertement au retour d'une « droite qui soit de droite ». Les observateurs politiques lui prêtent l'intention de vouloir reconquérir le vote populaire qui s'est porté sur le Front national lors des élections précédentes,. Il décline l'invitation faite par Marine Le Pen de nouer alliance avec des élus FN,. Xavier Bertrand lui reproche de « courir après le Front national », et quittera le parti après sa victoire. Alain Juppé a également marqué son désaccord avec Laurent Wauquiez, concernant notamment son positionnement sur l'Union européenne,.
Lors de sa campagne, il accuse Emmanuel Macron de ne pas avoir « d'amour charnel pour la France ». Les sondages conduits parmi les électeurs républicains lui accordent entre 62 et 78 % des intentions de vote,. Peu avant le vote, il s'affiche aux côtés de François Fillon, candidat malheureux à l'élection présidentielle de 2017 et de Nicolas Sarkozy.
Le 10 décembre 2017, il remporte l'élection au premier tour avec 74,64 % des voix,.

#### Actions à la présidence du parti
En décembre 2017, à son arrivée à la tête des Républicains, il nomme dans cet ordre Virginie Calmels, Guillaume Peltier et Damien Abad aux postes de vice-présidents. La juppéiste Virginie Calmels, qui l'a rallié pendant sa campagne, est considérée comme la « caution libérale ». Guillaume Peltier, pour sa part, est un ancien du FN, du MNR et du MPF tandis que Damien Abad est un ancien centriste.
En janvier 2018, après son passage à L'Émission Politique sur France 2, Laurent Wauquiez parvient à convaincre une partie de ses sympathisants jusque-là sceptiques, comme l’observe Brice Teinturier.
En février 2018, alors qu'il donne des cours à l'EM Lyon, il tient des propos polémiques sur de nombreuses personnalités politiques. Il déclare être parfois contraint de livrer du « bullshit » sur les « plateaux médiatiques »,, et affirme que la majorité présidentielle a mis en place une « dictature totale en France ». L'éditorialiste de France Inter Thomas Legrand considère que ces déclarations pourraient nuire à l'image des politiques et à la crédibilité de Laurent Wauquiez.
En avril 2018, Laurent Wauquiez lance pour Les Républicains une « école des cadres », destinée à améliorer la formation des militants, et placée sous la responsabilité du député Julien Aubert. Le même mois, un sondage IFOP le crédite de 8 % dans l'hypothèse d'une candidature aux présidentielles. Aussi, son opposition systématique à Macron est critiquée à l'intérieur de son camp.
Le même mois, il formule douze propositions visant à « sortir de l'immigration de masse », parmi lesquelles un référendum sur l’immigration, la remise en cause du droit du sol ainsi que la mise en place de conditions plus strictes pour limiter l’immigration familiale en France,.
Il soutient le projet de réforme de la SNCF, bien qu'il estime que celle-ci n'aille pas assez loin. En juin 2018, il décide de démettre Virginie Calmels de son poste de première vice-présidente des Républicains, après des critiques de cette dernière sur « sa volonté de rassembler ». Elle est remplacée par Jean Leonetti.
En octobre 2018, Laurent Wauquiez présente un plan pour « diminuer la dépense publique » dont l'objectif serait de réaliser 20 milliards d'euros d'économies par an.
Le 21 novembre 2018, il dévoile un cabinet fantôme.

#### Élections européennes de 2019 et démission

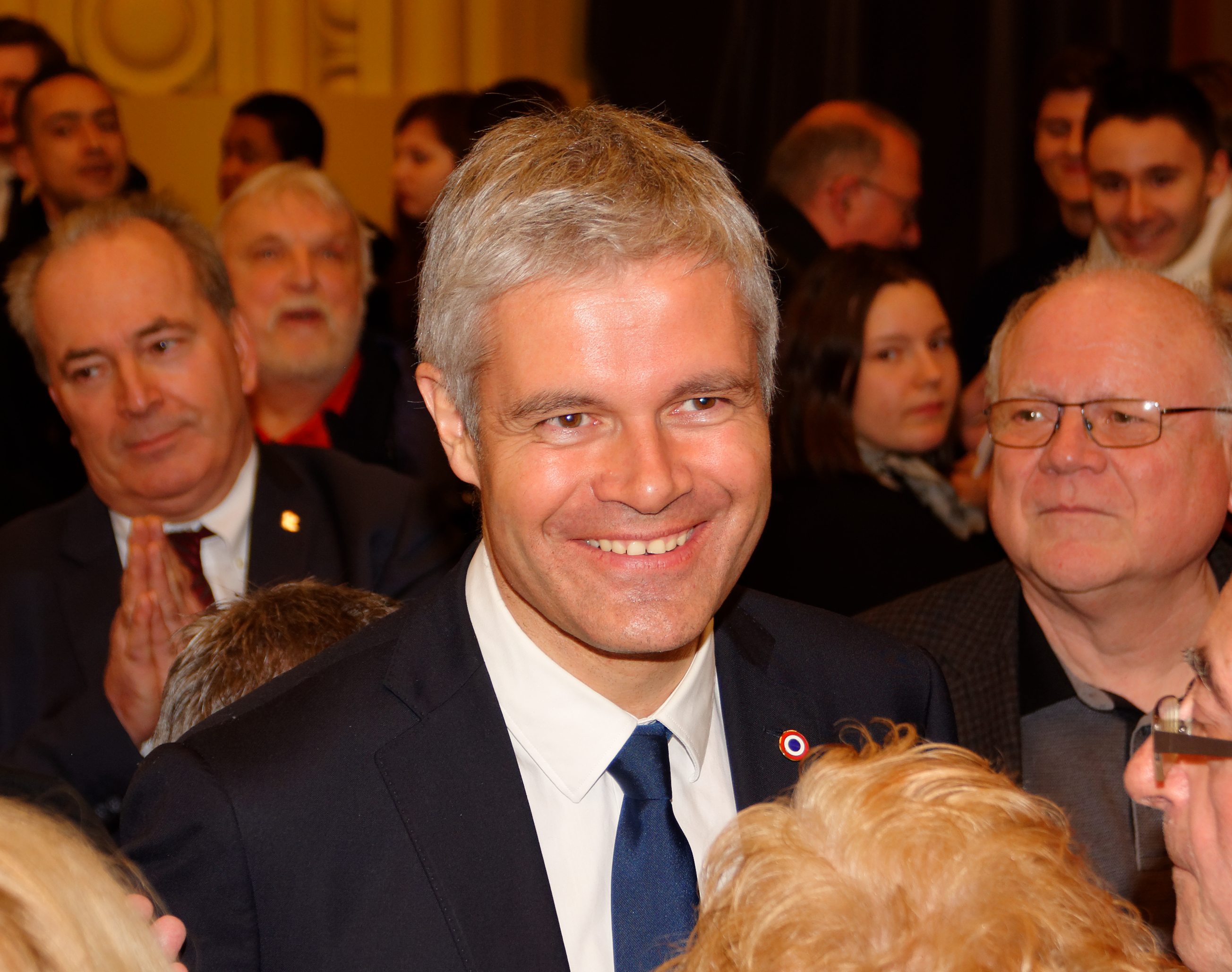
Laurent Wauquiez lors de la campagne pour les élections européennes de 2019.

En vue des élections européennes de 2019, il œuvre au choix de François-Xavier Bellamy comme tête de liste nationale de l’alliance LR-Les Centristes. LR obtient un score historiquement faible (8,5 % des voix). La position de Laurent Wauquiez est alors fragilisée au sein du parti, plusieurs personnalités réclamant sa démission, qu'il annonce le 2 juin,.

### Après la présidence des Républicains

#### Deuxième mandat à la tête de la région Auvergne-Rhône-Alpes
Lors des élections régionales de 2021 en Auvergne-Rhône-Alpes, candidat à sa réélection à la présidence du conseil régional, il voit sa liste l’emporter au second tour avec 55,2 % des suffrages exprimés — faisant de lui le président le mieux réélu — face aux listes d’union de la gauche (33,6 %) et du Rassemblement national (11,2 %). L’assemblée régionale l'investit ensuite à sa tête par 134 voix sur 204,.
Il suspend en mai 2022 toutes les subventions régionales à la commune de Grenoble en réaction à l'autorisation, par son conseil municipal, du port du burkini dans les piscines municipales.
En octobre 2022, le site d'information Mediapart révèle que le président de la Région a organisé deux dîners fastueux rassemblant 90 convives, aux frais de la région, pour un coût supérieur à 100 000 euros pour le dîner du 23 juin 2022. Après cette médiatisation de l'événement, Laurent Wauquiez tient la séance du Conseil régional des 20 et 21 octobre en visio-conférence. Questionné par des journalistes dans la conférence de presse qui précède la séance, elle aussi en visio-conférence, il quitte la conférence après trois questions. À la suite de ces événements, les militants d'EELV de la région organisent un « souper des roturiers » devant l'hôtel de région et début 2023 l'intéressé est épinglé par l'association anti-corruption Anticor,.
En décembre 2022, il fait changer l'adresse du conseil régional initialement situé sur l'esplanade François Mitterrand, où se trouve géographiquement l'entrée principale du bâtiment, pour le « déplacer » sur le cours Charlemagne qui longe sa face ouest. Ce changement est dénoncé par l'opposition régionale de gauche comme une tentative d'« effacer de la mémoire collective » l'ancien président de la République socialiste. Le cabinet de Laurent Wauquiez justifie de son côté ce changement par la piétonisation du cours Charlemagne.
Une enquête menée par la cellule investigation de Radio France soulève une série de questions sur les agents du Conseil régional travaillant dans des bureaux rue de Solférino à Paris et parle d'« agents fantômes ».

#### Influence persistante au sein des Républicains
En particulier après sa large victoire aux élections régionales de juin 2021, Laurent Wauquiez apparaît comme l’un des favoris pour devenir le candidat de LR à l’élection présidentielle de 2022, ou tout du moins comme un moyen de rendre incontournable une primaire dans son camp s’il venait à se présenter,. Il est alors crédité d’environ 13 % d'intentions de vote au premier tour de la présidentielle. Le 27 août 2021, il annonce qu'il ne briguera pas l’Élysée, dénonçant la multiplication des candidatures et le « poison de la division » à droite,. En janvier 2022, il apporte son soutien à Valérie Pécresse, candidate des Républicains à la présidentielle, qui avait remporté la primaire interne de décembre 2021.
Le 17 juillet 2022, Laurent Wauquiez annonce qu’il ne sera pas candidat à la présidence du parti. Il déclare souhaiter mettre « toute son énergie » dans la refondation de la droite républicaine, pour être prêt au « grand choix démocratique de 2027 »,.

### Retour à la députation

#### Élections législatives anticipées de 2024
Laurent Wauquiez est candidat investi par Les Républicains aux élections législatives de 2024 et « mise sur son ancrage dans son fief de la Haute-Loire », mais il « ne mentionne pas une seule fois le nom de son parti » après la trahison de son ancien allié, Éric Ciotti. Il remporte l'élection par 62% contre son adversaire du RN. Il démissionne de son poste de président de région le 23 août.
Après l'élection de son dauphin Fabrice Pannekoucke en tant que président de la région Auvergne-Rhône-Alpes, Laurent Wauquiez est nommé « conseiller spécial » et est accusé par l'opposition de conserver sa mainmise sur les affaires régionales en vue des élections présidentielles de 2027,,. Selon elle, en communiquant, en s'engageant personnellement et en cosignant des courriers officiels, Laurent Wauquiez pratiquerait un détournement du non-cumul des mandats, ; un procédé qui inquiète également la direction juridique de la région, les syndicats et l'observatoire de l'éthique publique.

#### Négociations avec le camp présidentiel
Laurent Wauquiez est par la suite élu président du groupe Droite républicaine de la nouvelle législature, qui se déclare dans l'opposition en refusant toute coalition gouvernementale avec Ensemble pour la République, tout en n’excluant pas l'acceptation d'un pacte législatif. Cette image d'opposant à Emmanuel Macron est néanmoins mise à mal au début de la législature par les révélations sur les négociations menées avec le camp présidentiel dans le but d'obtenir des postes au sein de la nouvelle Assemblée,. Cette entente entre les deux formations permet la reconduction de Yaël Braun-Pivet à la tête du palais-Bourbon au détriment du communiste André Chassaigne,.

#### Actions à l'Assemblée nationale
En février 2025, Laurent Wauquiez prend la présidence du groupe d'amitié France-Arménie à l'Assemblée nationale.

#### Élection pour présidence des Républicains de 2025
Après la crise de 2024 au parti Les Républicains, le bureau politique de LR désigne une direction collégiale. Une élection est prévu pour désigner un nouveau président. Le 12 février 2025, Bruno Retailleau, ministre de l'Intérieur, annonce sa candidature à la présidence du parti. Le lendemain, Laurent Wauquiez déclare aussi sa candidature.
Le dimanche 18 mai 2025, les quelque 100 000 votants du parti élisent Bruno Retailleau à une très large majorité (74,3 %), ne laissant que 25,7 % à Laurent Wauquiez, qui essuie ainsi une « lourde défaite » selon Le Monde, éloignant les perspectives d'une candidature crédible à la présidentielle 2027. Bruno Retailleau l'emporte dans 90 départements sur 101, y compris dans la région dirigée par Laurent Wauquiez. Alors que tous deux avaient mené une campagne alignée sur les thèmes de l'extrême-droite (ciblage de la gauche, sécurité, refus de l’immigration, lutte contre le communautarisme, ode au travail, chasse aux dépenses publiques, contestation en matière migratoire de l’État de droit), Laurent Wauquiez s'était distingué par un alignement sur Donald Trump (supprimmant notamment les subventions à l'université de sciences humaines de Lyon), tandis que Bruno Retailleau, pourtant venu lui-même de l'extrême-droite (le Mouvement pour la France de Philippe de Villiers) et proche de la sphère d'influence de Vincent Bolloré, a préféré « incarne[r] une droite identitaire, mais non rétive au compromis avec le centre ».

### Élection présidentielle de 2027
Le 14 mars 2025, Laurent Wauquiez annonce son souhait d’être candidat à l’élection présidentielle de 2027. 
Toutefois, sa défaite cinglante à la présidence du parti en mai de la même année pourrait mettre à mal cette ambition.

## Idées et prises de position
Pour le politologue Gaël Brustier, Laurent Wauquiez a choisi de se placer à la droite du principal parti de la droite française, et de « constituer un corpus idéologique susceptible de le positionner au carrefour de toutes les droites, compatible avec tous les courants de l'UMP mais également avec l'UDI et susceptible d'engager un dialogue avec le Front national, notamment avec la députée Marion Maréchal-Le Pen » - en opposition, donc, à la ligne incarnée par Nathalie Kosciusko-Morizet dans son propre parti. Il confie également apprécier la parole directe et l'absence de tabous de Donald Trump, sans en faire cependant un modèle. Luc Chatel considère qu'« il a zéro conviction mais il bosse énormément, ce qui le rend d'autant plus dangereux ».
D'après Fabien Escalona, enseignant à Sciences Po Grenoble, Laurent Wauquiez tente de « fusionner, dans les idées et dans les urnes, d'un côté la droite en tant que famille politique préservant classiquement les intérêts des « possédants », et d'un autre côté la droite de la famille nationaliste, en large partie orpheline puisque représentée uniquement sous une forme « ultra » par le FN ». Laurent Wauquiez s'est en effet plusieurs fois élevé contre la « tiédeur » de son propre parti ; en visant le trio Juppé-Fillon-Raffarin, jugé trop centriste, ou les « réformettes » de Nicolas Sarkozy durant son quinquennat, ajoutant que la crise ne pouvait « servir d’alibi pour des réformes à moitié faites ».
En février 2024, il dénonce les « blocages » législatifs de la Ve République et souhaite faire « sauter les verrous » institutionnels qui « paralysent l'action de l'État ». Il vante notamment le modèle de « dialogue » de la Suisse permettant de consulter annuellement les électeurs sur les grands sujets de société comme la santé, l'éducation ou encore la sécurité. Depuis la dissolution en juin 2024 de l'Assemblée nationale, Laurent Wauquiez fait son retour « au premier plan de la scène politique »,. Il propose un « pacte législatif d'urgence » au camp présidentiel et n'exclut pas la « participation » de son camp à un gouvernement si « les conditions sont réunies ».
En avril 2025, il propose la création d’un centre de rétention administrative (Cra) sur l’archipel de Saint-Pierre-et-Miquelon afin d'y enfermer les étrangers sous obligation de quitter le territoire français (OQTF).

### Finances et budget de la région
À la tête de la Région Auvergne-Rhône-Alpes, Laurent Wauquiez engage un plan d'économie sur le train de vie de la Région incluant une baisse de 10 % des indemnités des élus et la suppression de leurs téléphones,, en annonçant vouloir 300 millions d'euros d'économies en 5 ans. Fin 2016, l'agence de notation Standard & Poor's salue la bonne gestion financière de la Région en relevant sa note à AA. Fin 2017, Standard & Poor's salue des « résultats budgétaires exceptionnels » : alors que la notation des collectivités est plafonnée au niveau de celle de l'État, l'agence relève celle de la région à AA+ pour la qualité de crédit intrinsèque.
En 2017, un rapport de la Cour des comptes sur les finances locales classe Auvergne-Rhône-Alpes en tête des régions ayant réalisé les plus importantes économies de fonctionnement. Dans le même temps, plusieurs associations dénoncent des baisses de leurs subventions et une absence de concertation avec la région.

### Économie et monnaie
Sur l'Euro, la position de Laurent Wauquiez connaît quelques fluctuations, en fonction des gouvernements en place. En 2011, pendant le mandat de Nicolas Sarkozy et en plein crise de la dette souveraine, il assure que « l'euro a été une protection dans la crise [de 2008] », ajoutant qu'« on ne peut confondre la maladie européenne (les déficits et la mauvaise gestion), avec l'euro, qui est le médicament ».
En 2014, pendant le quinquennat suivant, celui du socialiste François Hollande, il tient des positions ouvertement eurosceptiques et fustige « la politique monétaire qui fait peser sur l'Europe tout entière le spectre de la déflation et ruine la compétitivité de nos entreprises ». Selon le politologue Gaël Brustier, il incarne à ce moment-là, en décembre 2014, une droite qui « n'hésite pas à se réapproprier le thème de la régulation économique, à faire profession d'interventionnisme étatique, à contester le consensus européen sur les questions économiques, qu'il s'agisse de la politique budgétaire, du droit de la concurrence ou du libre-échange ».

### Travail et affaires sociales
Laurent Wauquiez juge le modèle social-démocrate « obsolète, car aujourd'hui profondément injuste », qui « promeut le tout-gratuit au détriment de ceux qui travaillent ». En 2011, Laurent Wauquiez s'emporte contre ce qu'il nomme « les dérives de l'assistanat », les qualifiant de « cancer de la société française ». Pour les contrer, il propose alors de plafonner l'ensemble des minima sociaux à 75 % du SMIC et d'obliger les bénéficiaires du RSA à effectuer cinq heures hebdomadaires de travaux de « service social ». Alors que certains, comme Atlantico, saluent l'audace du ministre, plusieurs médias comme Le Monde ou Rue89 rapportent ces propositions en en pointant les inexactitudes ainsi que les risques provoqués par ces mesures, et rappellent que les travaux de « services sociaux » proposés par le ministre sont déjà le plus souvent des postes en contrat,. Cette position ne fut pas suivie par François Fillon et Roselyne Bachelot. La même année, il prône l'instauration de jours de carence lors d'un arrêt maladie et y voit « une question de principe » et de « responsabilisation », précisant que « si jamais, quand vous tombez malade, cela n'a aucun impact sur votre indemnité et votre salaire, ce n'est pas très responsabilisant. Du coup, on a un peu l'impression que la sécurité sociale est quelque chose sur lequel on peut tirer sans qu'il y ait un impact ». Il ajoute que lorsqu'un travailleur « est en arrêt maladie, il faut qu'il se rende compte : tout ça, ça coûte à la sécurité sociale ». En 2014, il fustige « l'immigration du social — ceux qui viennent toucher nos prestations sociales — qui a remplacé l'immigration du travail ».
Laurent Wauquiez regretta que la droite, entre 2007 et 2012, n'ait pas abrogé la loi des 35 heures.

### Union européenne
La position de Laurent Wauquiez sur l'Union européenne évolue au fil des années.
En 2011, alors ministre des Affaires européennes, Laurent Wauquiez fustige dans Le Monde « la crispation égoïste d'une Europe forteresse », ajoutant que « la France gagne quand elle est sur des positions résolument proeuropéennes », évoquant ainsi son soutien à l'intégration de la Croatie dans l'Union européenne.
En 2014, il publie une tribune avec Henri Guaino dont le titre est « Europe : il est temps de tout changer », peu de temps après avoir signé un essai nommé « Europe : il faut tout changer ». Déplorant le biais déflationniste dans l'Union européenne, Laurent Wauquiez se déclare favorable à un retour à une Europe des Six, en excluant le Luxembourg (qu'il décrit comme pays « très artificiel » doublé d'un « paradis fiscal »), et avec une monnaie unique - se heurtant, dans son propre parti, à Alain Juppé et à Jean-Pierre Raffarin. Laurent Wauquiez explique que « les fédéralistes naïfs sont aujourd'hui les pires ennemis de l'avenir européen » et écrit que « l'élargissement sans fin [de l'Union Européenne], ça ne peut plus durer ». Invité à préciser ses idées, il déclare que l'élargissement de l'Union européenne a été une erreur majeure, qui a affaibli sa cohésion : « À la fin des années 1980, nous avions le choix entre deux voies, soit l'élargissement, soit l'approfondissement de l'Europe. Nous avons fait le choix de l'élargissement en faisant entrer dans un même ensemble des pays beaucoup trop différents ». Il s'y déclare également contre l'espace Schengen, le décrivant comme « l'archétype d'une politique communautaire qui ne fonctionne pas », tout incapable qu'il est, selon lui, de réguler l'immigration légale comme illégale.

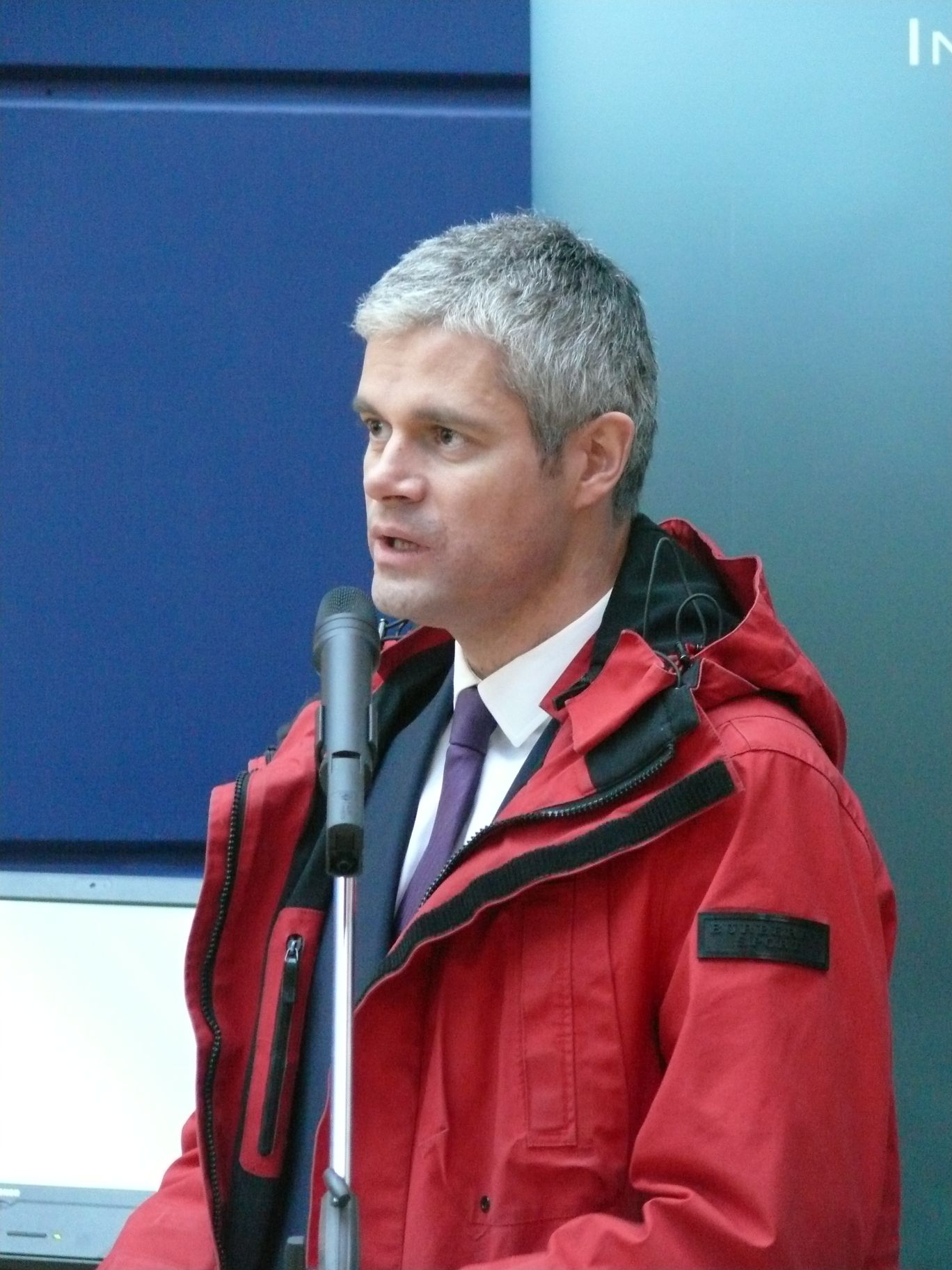
Laurent Wauquiez en déplacement en 2012 à Villeneuve-d'Ascq.

Les déclarations de Laurent Wauquiez sont loin de faire l'unanimité à l'UMP, et Jacques Barrot, présenté comme le père en politique de Laurent Wauquiez, déplorera par la suite : « L’Union européenne mérite mieux que ce livre inspiré par je ne sais quel populisme en cours aujourd’hui. On y trouve tous les ingrédients qui nous renvoient au siècle dernier avec un protectionnisme qui a montré ses limites en attisant la peur de l’autre ».

### Justice et sécurité
En avril 2015, il suscite de vives réactions, y compris au sein de son parti,, après avoir affirmé que le meurtre de la petite Chloé à Calais par un délinquant récidiviste sorti de prison avant d’avoir exécuté la totalité de sa peine était à mettre sur le compte de la politique pénale menée par Christiane Taubira. Il qualifie ainsi la politique de la Garde des Sceaux depuis 2012 de « folie ». Sur Twitter, il écrit le 16 avril que « le drame de Calais confirme la politique de désarmement pénal de Christiane Taubira et une Europe trop faible devant la justice ». Dans les faits, les affirmations de Laurent Wauquiez sont erronées à deux égards. D’une part, la loi ayant permis la remise en liberté du tueur de la fillette a été votée en 2004 (Loi « Perben II » du 9 mars 2004 portant sur l’adaptation de la justice aux évolutions de la criminalité). La faveur à l'aménagement des peines favorisée par cette loi a d'ailleurs été amplifiée par la loi pénitentiaire du 24 novembre 2009. D’autre part, le tueur a été libéré en mars 2014, alors que la « loi Taubira » relative à l’individualisation des peines et renforçant l’efficacité des sanctions pénales n’a été votée qu’au mois d’août 2014. Il a par la suite reconnu son erreur, tout en continuant à dénoncer ce qu'il qualifie de « désarmement pénal de la France ».
Laurent Wauquiez s'est plusieurs fois félicité, auprès de la presse locale; d'avoir personnellement arrêté des délinquants dans sa commune du Puy-en-Velay, utilisant les pouvoirs de police conférés à tous les maires.
Invité, en 2015, à s'exprimer sur « la terreur islamiste », Laurent Wauquiez déclare que le djihad doit être « un voyage sans retour » et déclare vouloir s'opposer au retour des jihadistes partis en Syrie ou en Irak, même s'ils sont de nationalité française (« Pour les binationaux, mais aussi pour les nationaux, quitte à revenir sur certains accords internationaux », précise-t-il). Il se déclare également favorable à une déchéance de nationalité « pour ceux qui ont participé ou été complices d'actes terroristes ». Il souhaite aussi des peines incompressibles pour toute complicité d'actes terroristes, avec des perpétuités réelles. Dans le même sens, il propose de créer des quartiers spéciaux et des centres de rétention pour limiter le prosélytisme des prédicateurs et des individus radicalisés.
À la suite des attentats du 13 novembre 2015, Laurent Wauquiez déclare souhaiter l'internement de toutes les personnes fichées comme pouvant commettre des actes terroristes.
Après l'attentat de Nice, lors du vote prolongeant l'état d'urgence, le 20 juillet 2016, il défend de nouveau l'emprisonnement des suspects de terrorisme, et reproche au gouvernement de respecter la Constitution et  la Convention européenne des droits de l'homme ; il déclare : « Nous, nous disons : « il n'y a pas de liberté pour les ennemis de la République ». Le Premier ministre, Manuel Valls, déplore une stratégie médiatique « opportuniste » éloignée de « la droite républicaine » et affirme son attachement à l'État de droit et son refus d'une nouvelle loi des suspects. Dans une interview, Laurent Wauquiez souhaite modifier la Constitution pour que l'État de droit ne restreigne pas la lutte anti-terroriste. Selon lui, « la culture de l'impuissance a succédé à la culture du laxisme ». Il réclame la démission de Manuel Valls et de Bernard Cazeneuve, ministre de l'Intérieur, pour n'avoir pu empêcher les attentats. Selon le journal Le Monde, c'est la première fois qu'un élu autre que du Front national réclame leur départ.

### Écologie-environnement
En novembre 2016, il réforme le plan de développement de l'agriculture biologique en confiant sa gouvernance aux chambres d’agriculture, modifiant ainsi le rôle des associations liées à la filière bio, notamment celles liées à l'agriculture paysanne.
Parallèlement, il diminue drastiquement les aides aux associations de protection de la nature, confiant ce rôle aux associations de chasse,,,,. La subvention accordée à la Fédération Rhône-Alpes de protection de la nature (FRAPNA), reconnue d'utilité publique, passe, par exemple, de 750 000 euros par an à moins de 400 000 euros. Dans le cadre du plan de relance régional, Laurent Wauquiez annonce une augmentation de 50 % du budget consacré à l'environnement.
Pendant le mouvement des Gilets jaunes, dont l'événement déclencheur est la perspective d'augmentation de la fiscalité sur les carburants pour automobiles, il dénonce l'accumulation des taxes, demandant de mettre en place « non pas de l'écologie punitive, comme le fait le gouvernement, mais de l'écologie positive ». Il appelle le président Macron à organiser un référendum pour mettre un terme à la crise. Mal à l'aise avec les violences des Gilets jaunes, il nie en avoir porté un bien que des images illustrent le contraire,. Il est critiqué pour s'être mis en scène avec une manifestation des Gilets jaunes composée d'élus LR, puis pour son silence après l'incendie de la Préfecture le 1er décembre quelques heures après avoir reçu des manifestants,. Il condamne, le lendemain au Journal de 13 heures de TF1, une violence « inacceptable ».
En 2022, la région Auvergne-Rhône-Alpes redistribution des aides européennes en faveur des agriculteurs et au détriment des zones Natura 2000. Cette décision suscite le mécontentement des associations environnementales, d'experts et de partis politiques, dénonçant des atteintes à la biodiversité,,.
En 2023, Laurent Wauquiez mobilise les élus locaux pour mener la fronde contre le Zéro Artificialisation Nette (ZAN) vu comme « une loi ruralicide ». Il annonce ainsi en septembre qu' « en lien avec les départements », sa collectivité sortait du dispositif,. Un avocat en droit public au barreau de Lyon consulté par le journal Le Monde déclare qu'une région « Seule, elle n’a pas la compétence suffisante pour faire échec à l’application de la loi ». En décembre, l'association de protection de l'environnement Wild and legal dépose plainte contre le président de la région pour prise de mesure destinée à faire échec à l'exécution de la loi. La préfète de région met en garde les élus dans un courrier adressé mi-novembre 2023. En février 2024, Laurent Wauquiez et 2 000 maires de la région obtiennent « un important fléchissement » de la part du gouvernement concernant la loi ZAN. En octobre de la même année, le Conseil d'État donne raison à la région Auvergne-Rhône-Alpes face au recours d'un élu écologiste, Pierre-Henri Janot, qui souhaitait obliger cette dernière à respecter la loi ZAN.
Le 15 mai 2024, le quotidien Ouest-France mentionne une polémique déclenchée par Laurent Wauquiez, qui déclare que l’Office français de la biodiversité (OFB) doit être supprimé, et ajoutant « Ce qu’ils font, c’est du racket des agriculteurs! ». En février 2025, le président de la région Fabrice Pannekoucke et son conseiller spécial Laurent Wauquiez envoient une lettre à l'ensemble des agriculteurs de l'Auvergne-Rhône-Alpes qui diffame la police de l'environnement, tout en offrant l'aide de la région en cas de litige et en réclamant une fois de plus sa dissolution,. Pierre-Henri Janot, élu écologiste à la Région Auvergne-Rhône-Alpes, annonce déposer plainte contre Laurent Wauquiez pour « détournement de fonds publics » après cet appel. Les élus écologistes de la région Auvergne-Rhône-Alpes déposent une plainte pour « détournement de fonds », « outrage » et « abus d’autorité » au palais de justice de Lyon le 24 mars 2025 contre Laurent Wauquiez et ses propos sur l’Office français de la biodiversité,. 
En janvier 2025, il fustige l'Agence de l'environnement et de la maîtrise de l'énergie, citée dans une liste d'agences dont il critique l'« utilité douteuse » et le « coût bien réel ». France info note que ces discours « rappellent la proposition de loi déposée en octobre par le Rassemblement national, envisageant à moyen terme, de réinternaliser, en administration centrale, les missions de l'Ademe et de supprimer cette agence ».

### Société

#### Mariage homosexuel
Laurent Wauquiez s'est opposé à la loi relative à l'ouverture du mariage aux couples homosexuels. En 2013, il participe régulièrement aux manifestations de La Manif pour tous. En janvier 2013, il demande, à l'Assemblée nationale, une motion référendaire visant à organiser un référendum sur ce texte. Le président de la commission des Lois, Jean-Jacques Urvoas, lui rappelle alors qu'il a lui-même écrit un ouvrage de droit constitutionnel dans lequel est précisé qu'un référendum ne peut porter sur les sujets de société. Le même mois, Laurent Wauquiez dénonce l'attitude de Vincent Peillon, alors ministre de l'Éducation nationale, après que ce dernier a écrit aux recteurs en les appelant « à la plus grande vigilance » concernant le débat sur l'ouverture du mariage aux couples homosexuels dans les établissements catholiques, afin d'éviter « des phénomènes de rejet et de stigmatisation homophobes ». Laurent Wauquiez dénonce alors « une grande manipulation politique qui cherche à culpabiliser les chrétiens et à faire croire que l’opposition au mariage homo et à l’adoption est le fait d’une minorité », voyant dans la proposition de loi une « réforme du rejet, du mépris et de la haine envers les religions ».
Lors d'un débat avec Jean-Luc Romero portant sur l'adoption par des couples gays, il s'emmêle lorsque celui-ci lui demande si l'homosexualité était contraire à ses valeurs. Il finit par déclarer que ce qui est contre ses valeurs est « qu'un enfant n'ait pas un père et une mère ». Laurent Wauquiez déclarait, quelques mois après la signature du texte, être favorable à l'abrogation de la loi. En 2013, un mois après que le Conseil constitutionnel a exclu toute notion de « clause de conscience » des maires, Laurent Wauquiez, au nom de ses convictions personnelles, déclare qu’il ne procédera lui-même à aucun mariage gay dans sa mairie du Puy-en-Velay.
S'il est proche des milieux catholiques hostiles à la loi, le journal Le Monde, à l'occasion d'un portrait qui lui est consacré, rapporte les liens que Laurent Wauquiez a tenté de tisser avec la communauté gay en assistant à plusieurs soirées organisées par le banquier Emmanuel Goldstein, « où se retrouve deux fois par an, autour d’un buffet au champagne, l’élite homosexuelle de la capitale ».
Laurent Wauquiez est opposé à la GPA et la PMA. Il est également un farouche opposant à ce que plusieurs milieux, politiques ou religieux, nomment alors la théorie du genre, la pertinence et l'emploi de cette expression restant sujets à débat. Lors de la nomination de Najat Vallaud-Belkacem au poste de ministre de l'Éducation nationale, Laurent Wauquiez la qualifie d’« ultra pro-gender », pointant « une provocation contre les familles ».
En 2015, il inspire à Nicolas Sarkozy l’idée de nommer comme secrétaire nationale de l’UMP Madeleine de Jessey, issue des Veilleurs et de Sens commun.
En 2017, Laurent Wauquiez annonce qu'il renonce à l'idée d'abroger la loi sur le mariage pour tous, évoquant les obstacles juridiques. Il précise cependant vouloir revoir les dispositions relatives à la filiation.

#### Laïcité
Laurent Wauquiez s'est déclaré pour « une laïcité intransigeante », notamment vis-à-vis de l'islam. Après les attentats contre la rédaction de Charlie Hebdo en janvier 2015, il affirme que « tous ceux qui vivent sur notre territoire doivent se soumettre aux principes de la République : la laïcité, l'égalité homme-femme, la liberté d'expression, le respect de nos traditions et de l'autorité de l'État ».
En 2011, à l'occasion de la visite de Nicolas Sarkozy au Puy-en-Velay, Laurent Wauquiez déclare que le peuple français doit « assumer ses racines chrétiennes sans rejeter les autres religions ». À cette occasion, il suscite une polémique en évoquant les "racines" de Dominique Strauss-Kahn,. Se déclarant alors « défenseur de la droite sociale », il appelle à un débat sur la laïcité (alors proposé par le chef de l'État) « sans caricature, sans excès et œuvrer pour un islam ouvert ». Quelques jours plus tard, il déclare qu'« il n'y a pas de débat à avoir sur l'islam, il est évident que l'islam est conciliable avec la République. Il n'y a pas de place, non plus, pour un débat sur la laïcité, car la laïcité n'est pas en débat, c'est le socle du contrat républicain. Il y a, en revanche, un vrai débat à avoir sur l'intégration ». En 2015, il précise qu'il y a « des problèmes de conciliation de l’islam avec la République et avec notre mode de vie. Ces problèmes ne sont pas insurmontables : je ne fais pas partie de ceux qui considèrent que l’islam n’est pas compatible avec la République. Il ne faut ni rejeter l’islam en bloc ni être aveugle face aux intégristes qui veulent tester la France. (…) Mais ce qui me gêne, c’est lorsque pour traiter ces problèmes avec l’islam on veut se donner bonne conscience en tapant avec la même uniformité sur toutes les religions en même temps ».
Le Monde rapporte ses critiques, datant de septembre 2011, contre l’épiscopat français et son apologie de la franc-maçonnerie que le journal juge comme signe d'un certain opportunisme propre à Laurent Wauquiez. En 2012, il remet, en tant que ministre de l'Enseignement supérieur et de la Recherche, les insignes de commandeur de l'ordre national du Mérite, au délégué général de l'enseignement catholique, Fernand Girard. Son discours, dans lequel il encourage l'enseignement catholique à « ne pas perdre son âme » et dans lequel il rappelle que la droite les avait toujours mieux traités que la gauche, suscite quelques réactions au sein de la gauche.
En 2015, il apporte son soutien à la décision de Gilles Platret, maire UMP de Chalon-sur-Saône de supprimer les menus de substitution (sans porc) dans les cantines scolaires de sa ville, précisant que « l'école de la République et le meilleur accueil, c'est qu'on s'adapte à la République ». Laurent Wauquiez s'est également prononcé pour la création d'un « pacte de laïcité », afin d'« interdire tout signe religieux ostentatoire dans les établissements publics ». Interrogé peu de temps après sur RMC, il affirme son opposition à l'idée d'avoir, dans sa commune, des « ouvertures de piscine différenciées le matin », évoquant ensuite « les problématiques de port de signes religieux lors des sorties scolaires ». En octobre 2017, sur le plateau de l'émission Grand Jury de RTL, il reprend à son compte une affirmation de Marine Le Pen lancée durant la campagne présidentielle de 2012, et concernant la part hégémonique de la viande halal dans la grande distribution ; cette affirmation avait été réfutée en 2012 par le Syndicat des entreprises françaises des viandes.
Le 6 octobre 2017, le tribunal administratif de Lyon déclare qu’il annule la décision de Laurent Wauquiez d’installer une crèche de Noël dans les locaux de l’hôtel de région en décembre 2016, estimant que l’installation de cette crèche « méconnaissait le principe de neutralité » imposé par la laïcité. Wauquiez relance la polémique sur les crèches de Noël dans l'espace public en contournant cette interdiction par sa décision d'exposer des santons dans le hall de ses locaux en décembre 2017. Le Conseil d’État se prononce cette fois-ci en sa faveur en retenant le « caractère culturel » de l'installation.

#### Chrétiens d'Orient

Laurent Wauquiez en 2018.

En 2018, sous l’impulsion de Laurent Wauquiez et Philippe Meunier, son vice-président, le conseil régional d’Auvergne-Rhône-Alpes initie un plan de soutien aux Chrétiens d’Orient, initialement doté de 350 000 euros, ensuite porté à 500 000 euros pour la période 2018-2020.
À deux reprises, Laurent Wauquiez tente de verser une subvention de la région à l'association SOS Chrétiens d'Orient. Cette proposition est retirée à la demande de l'opposition socialiste, qui juge l'association liée aux « milieux identitaires » et à « l’extrême droite française » ,.
Le 17 septembre 2020, Laurent Wauquiez fait adopter en commission permanente régionale l’octroi d’une subvention de 36 000 euros à l’ONG libanaise Nawraj, partenaire de SOS Chrétiens d'Orient, dirigée par Fouad Abou Nader, ancien chef de milice des Phalanges.

#### Histoire
En 2014, Laurent Wauquiez déplore l’hommage gouvernemental aux victimes algériennes du massacre de Sétif, perpétré en 1945, expliquant que la France est « le seul pays à passer son temps à s’excuser de son histoire ».

#### Culture
En décembre 2015, Laurent Wauquiez déclare vouloir « fermer les formations fantaisistes comme celles des métiers du cirque et des marionnettistes », provoquant la réaction consternée des organismes visés : FFEC (Fédération française des écoles de cirque), Latitude marionnette, SCC (Syndicat des cirques et compagnies de Création), Territoires de cirque, THEMAA (Association nationale des Théâtres de marionnettes et des Arts associés).
En 2023, la région Auvergne-Rhône-Alpes supprime les aides du Théâtre nouvelle génération de Lyon. Selon le Monde et Télérama, cette suppression serait liée à des propos du directeur du théâtre, Joris Mathieu, membre du bureau national du Syndeac ayant dénoncé la politique culturelle de celle-ci. Selon la région, cette décision s'inscrirait dans le cadre d'une baisse importante des subventions aux institutions culturelles pour rééquilibrer les terriroires,.

### Front national
En 2011, Laurent Wauquiez déclare que Marine Le Pen « n'est pas une personnalité républicaine ». En cas de duel FN-gauche, il appelle à voter pour le candidat opposé au Front national (Nicolas Sarkozy, à la même époque, décide de ne pas appeler à voter à gauche en cas de second tour FN-gauche). En 2015, il déclare qu'il voterait blanc lors du duel gauche-FN au second tour de la législative partielle dans le Doubs, précisant que l'on « ne combat pas le FN par des consignes de vote ». Une de ses formules pour justifier son choix (« Est-ce que de Gaulle appelait à voter Guy Mollet ? J’aimerais bien que chacun réfléchisse à ça ») lui vaudra quelques critiques car Guy Mollet s'était rallié au général de Gaulle et a été ministre d’État de juin 1958 à janvier 1959,. En mai 2017, il déclare dans Valeurs actuelles : « Ma position n'a jamais varié : pas d'alliance avec la gauche et le FN. Une seule boussole : les valeurs de la droite et du centre. »

## Détail des mandats et fonctions

### Au Gouvernement
- 18 juin 2007 - 18 mars 2008 : secrétaire d'État auprès du Premier ministre, porte-parole du gouvernement (gouvernement Fillon II)
- 18 mars 2008 - 14 novembre 2010 : secrétaire d'État chargé de l'Emploi auprès de la ministre de l'Économie, de l'Industrie et de l'Emploi (gouvernement Fillon II)
- 14 novembre 2010 - 29 juin 2011 : ministre chargé des Affaires européennes auprès du ministre d'État, ministre des Affaires étrangères et européennes (gouvernement Fillon III)
- 29 juin 2011 - 10 mai 2012 : ministre de l'Enseignement supérieur et de la Recherche (gouvernement Fillon III)

### À l'Assemblée nationale
- 5 juillet 2004 - 19 juillet 2007 : député de la 1re circonscription de la Haute-Loire
- 20 juin 2012 - 20 juin 2017 : député de la 1re circonscription de la Haute-Loire
- 10 juillet 2024 - ... : député de la 1re circonscription de la Haute-Loire

### Au niveau local
- 4 janvier 2016 - 4 septembre 2024 : président du conseil régional d'Auvergne-Rhône-Alpes
- 14 mars 2008 - 29 janvier 2016 : maire du Puy-en-Velay

### Au sein de partis politiques
- 15 janvier 2013 - 15 juin 2014 : vice-président de l'UMP
- 5 décembre 2014 - 15 décembre 2015 : secrétaire général de l'UMP puis des Républicains
- 15 décembre 2015 - 29 novembre 2016 : vice-président délégué des Républicains
- 23 août 2016 - 29 novembre 2016 : président par intérim des Républicains
- 29 novembre 2016 - 10 décembre 2017 : premier vice-président des Républicains
- 10 décembre 2017 - 2 juin 2019 : président des Républicains

## Synthèse des résultats électoraux

### Élections législatives
| Année | Parti  | Parti | Circonscription       | 1er tour | 1er tour | 1er tour | 2d tour | 2d tour | 2d tour |
| Année | Parti  | Parti | Circonscription       | Voix     | %        | Rang     | Voix    | %       | Issue   |
| ----- | ------ | ----- | --------------------- | -------- | -------- | -------- | ------- | ------- | ------- |
| 2004  |        | UMP   | 1re de la Haute-Loire | 17 014   | 48,40    | 1er      | 22 703  | 62,40   | Élu     |
| 2007  | 34 563 | UMP   | 1re de la Haute-Loire | 58,13    | 1er      |          |         | Élu     |         |
| 2012  | 30 916 | UMP   | 1re de la Haute-Loire | 49,74    | 1er      | 36 651   | 63,95   | Élu     |         |
| 2024  |        | LR    | 1re de la Haute-Loire | 27 013   | 36,80    | 1er      | 42 828  | 61,61   | Élu     |

### Élections régionales
Les résultats ci-dessous concernent uniquement les élections où il est tête de liste.
| Année | Parti   | Parti | Région               | 1er tour | 1er tour | 1er tour | 2d tour   | 2d tour | 2d tour   | Sièges obtenus |
| Année | Parti   | Parti | Région               | Voix     | %        | Rang     | Voix      | %       | Rang      | Sièges obtenus |
| ----- | ------- | ----- | -------------------- | -------- | -------- | -------- | --------- | ------- | --------- | -------------- |
| 2015  |         | LR    | Auvergne-Rhône-Alpes | 795 661  | 31,73    | 1er      | 1 201 597 | 40,62   | 1er       | 113 / 204      |
| 2021  | 751 375 | LR    | Auvergne-Rhône-Alpes | 43,85    | 1er      | 960 785  | 55,20     | 1er     | 136 / 204 |                |

## Affaires judiciaires

### Affaires jugées

#### Condamnation pour diffamation
En mai 2015, il est condamné par la cour d'appel de Versailles à 500 euros d'amende et 4 500 euros de frais d'avocat et de dommages et intérêts pour diffamation envers l'ancien maire PS de Clamart Philippe Kaltenbach dans le cadre d'une affaire de corruption contre HLM pour laquelle l'élu a finalement été condamné en juin 2017 et octobre 2019 à cinq ans d'inéligibilité.

### Enquêtes en cours

#### Soupçons de favoritisme
Le parquet national financier (PNF) ouvre en mars 2022 contre la municipalité du Puy-en-Velay qu'il soupçonne de favoritisme, de corruption et de trafic d’influence,  dans l'attribution d'un marché public pour la concession d'une halle alimentaire, dont la gestion et l'exploitation est attribué en décembre 2021 pour 10 ans à un délégataire de service public . Ce dernier aurait encaissé les redevances des commerçants pour un chiffre d'affaires estimé à 8 millions d'euros.
Mediacités revele que l’appel d’offres de la Ville se révèle complètement truqué par le service chargé du commerce de proximité afin de satisfaire des considérations politiciennes et de crainte de froisser Laurent Wauquiez.
L'enregistrement d'écoutes téléphoniques montre les pressions subies par les services de la mairie de la part de l'ancien maire Laurent Wauquiez pour que ce marché ne soit pas attribué à Alexis Haon, qui s'est présenté aux municipales de 2020 sur la liste d'opposition de gauche. L'opposant politique local a été délibérément désavantagé pendant la procédure. 
Les propos de la responsable de la mairie indiquent que l'impôt payé par les commerçants sur leur chiffre d'affaires est de 20 % pour le projet retenu, contre 1 % pour Haon, le candidat indésirable.

#### Affaire du «dîner des sommets» financé par la région AURA
Mediapart révèle en 2022 que Laurent Wauquiez a organisé en juin de cette année un dîner ayant coûté plus de 100 000 € pour 90 convives au château de la Chaize pour des personnalités tels que dirigeants d'entreprises, acteurs du monde culturel, sportifs, journalistes. En février 2023, le Parquet national financier ouvre une enquête et perquisitionne à plusieurs reprises le siège de la région,. Son opposante socialiste au conseil régional, Najat Vallaud-Belkacem, notamment, l'accuse de « détournement d'argent public ». Les écologistes saisissent la justice.
Le 22 mai 2024, le Tribunal administratif de Lyon, saisit par le conseiller régional socialiste Johann Cesa, enjoint Laurent Wauquiez à communiquer la liste des invités au dîner des sommets. Cette liste est révélée par la presse en juillet 2024 et comprend de nombreuses personnalités telles que des sportifs comme Sébastien Chabal, Olivier Gigon, Jo-Wilfried Tsonga et Alexis Pinturault, des chefs de la région comme Régis Marcon, Serge Vieira, Tabata Mey et Christophe Marguin, des personnalités des médias et du cinéma comme Thierry Frémaux, Nicolas de Tavernost, à l'époque PDG du groupe M6, et Pierre Fanneau, directeur général du groupe Le Progrès, ou encore des dirigeants d'entreprises comme Alain Mérieux.
Laurent Wauquiez ne transmet pas les documents durant le délai légal de deux mois et décide de se pourvoir en cassation.
En octobre, un rapport de la chambre régionale des comptes, brièvement débattu en assemblée plénière, revient sur les repas dispendieux de l'ancien président de la région Auvergne-Rhône-Alpes (notamment un dîner à plus de 1 200 euros entre ce dernier et l’écrivain Michel Houellebecq) et épingle des frais de communication organisés de manière trop importante autour de l'élu.

#### Affaire des emplois fictifs à Paris pour le compte de la région AURA
À la suite d'une investigation menée par Radio France, une enquête préliminaire est ouverte en 2023 par le Parquet national financier sur de présumés emplois fictifs localisés à l’association des régions de France (RDF). Les locaux sont perquisitionnés en novembre 2023, dans le cadre de plusieurs enquêtes sur sa gestion de la région, avec des soupçons de détournement de fonds publics et de favoritisme.
Les soupçons portent sur quatre postes de travail. Une des personnes, Nawel G., est licenciée quelques mois après. Selon l'enquête des journalistes, les services administratifs du conseil régional ont alerté par écrit en avril 2023 le président Laurent Wauquiez sur ce poste qui « ne figurait dans aucun organigramme », « n’a ni utilité, ni contenu » et pourrait s'apparenter à « un emploi fictif ».

### Plaintes ou menaces de plaintes émises par Laurent Wauquiez
En novembre 2022, Mediapart est empêché par une décision de justice de diffuser de nouvelles révélations à propos des pratiques politiques de Gaël Perdriau, visant notamment Laurent Wauquiez. Après un recours victorieux de Mediapart devant les tribunaux, l'article révèle que Gaël Perdriau, maire de Saint-Étienne, aurait tenté de propager une fausse accusation de pédocriminalité à l'encontre de Laurent Wauquiez afin de lui nuire. Ce dernier annonce son intention de porter plainte. De son côté, Gaël Perdriau reconnait que ses propos étaient calomnieux.

## Ouvrages
- Raphaël Hadas-Lebel (avec la collaboration de Laurent Wauquiez-Motte), Les 101 mots de la démocratie française, Paris, Odile Jacob, 2002 (ISBN 2-73811-156-4).
- « La khâgne pour mémoire : notre fin de siècle » (avec Stéphane Israël et Rémy Rioux), Printemps d'histoire. La Khâgne et le Métier d'historien, Paris, Perrin, 2004 (ISBN 2-2620-2-263-1).
- « Retour aux Suds » (préface), Un Jardin sur l'Oronte, Marseille, Transbordeurs, 2005.
- Un Huron à l'Assemblée nationale : petit manuel à l'attention de ceux qui veulent secouer la politique, Paris, Privé éditions, 2006 (ISBN 2-35076-027-8).
- Les Conditions de vie étudiante : comment relancer l'ascenseur social. Rapport au Premier ministre, Paris, La Documentation française, 2007 (ISBN 2-11006-653-9).
- Nouvelle politique, Nouvelle communication ?, Commentaire, no 120, hiver 2007-2008.
- Florent Machabert (préface de Laurent Wauquiez), L'esthète des lenteurs - Plaidoyer pour une France du milieu, Paris, Lettres du Monde éditeur, 2008 (ISBN 2-73010-217-5).
- La droite sociale au miroir de la crise, Commentaire, no 129, printemps 2010.
- La lutte des classes moyennes, documents, Odile Jacob, novembre 2011 (ISBN 978-2-73812-702-0).
- La Haute-Loire de ses origines à nos jours (en collaboration, préface d’Emmanuel Le Roy Ladurie), Le Puy-en-Velay, éditions Jeanne d'Arc, 2011 (ISBN 978-2-36262-008-9).
- Europe : il faut tout changer, Paris, Odile Jacob, avril 2014 (ISBN 2-73813-099-2).